# Lukas Pfisterer

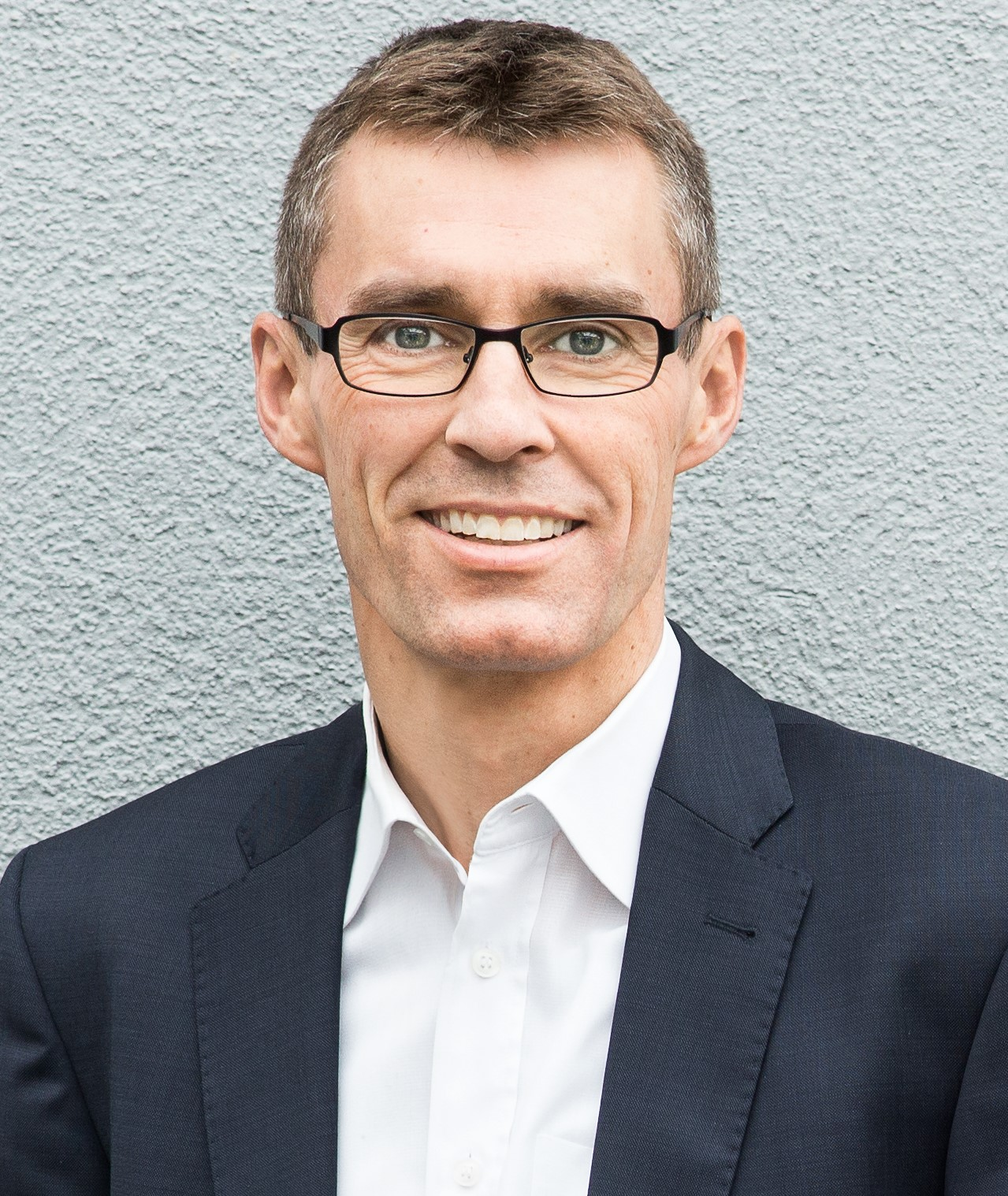
Lukas Pfisterer (2019)

Lukas Pfisterer (* 4. Juni 1973; heimatberechtigt in Aarau und Basel) ist ein Schweizer Politiker (FDP) und Rechtsanwalt. Er ist seit 2013 Mitglied im Grossen Rat des Kantons Aargau und war 2023 dessen Grossratspräsident.

## Biografie

### Beruflicher Werdegang
Lukas Pfisterer ist in Aarau aufgewachsen. Nach der obligatorischen Schulzeit schloss er die Matura Typus B an der Alten Kantonsschule Aarau ab. 1994 – 1998 studierte er an der Universität Lausanne Rechtswissenschaften. Als erste berufliche Stationen amtete er als Gerichtsschreiber am Bezirksgericht Lenzburg, am Obergericht des Kantons Aargau sowie am Bundesgericht in Lausanne. Seit 2001 ist er patentierter Rechtsanwalt des Kantons Aargau. 2007 promovierte Pfisterer zum Thema "Verwaltungsverordnungen des Bundes" und 2018 schloss er eine Weiterbildung zum Fachanwalt Bau- und Immobilienrecht des Schweizerischen Anwaltsverbandes SAV ab. Heute ist er als selbständiger Rechtsanwalt mit eigener Kanzlei in Aarau tätig.

### Politische Laufbahn
2002 wurde Lukas Pfisterer als Nachfolger von Thierry Burkart als Präsident der jungfreisinnigen Aargau gewählt. Dieses Amt übte er bis 2004 aus. Von 2003 bis 2005 amtete Pfisterer zudem als Einwohnerrat im Stadtparlament von Aarau. 2006 wählte ihn der Souverän in den Stadtrat von Aarau, wo er bis Ende 2017 den Ressorts Jugend und Schule sowie Raumplanung und Hochbau vorstand. 2012 wurde er im ersten Anlauf in den Grossen Rat des Kantons Aargau gewählt. 2017 wählten ihn die Freisinnigen des Kantons Aargau als Nachfolger von Matthias Jauslin zum Präsidenten der FDP.Die Liberalen Aargau. Als solcher war er Mitglied der Parteipräsidentenkonferenz und Delegierter der FDP.Die Liberalen Schweiz. Er war bis 2021 Präsident, Nachfolgerin wurde Sabina Freiermuth. 2019 kandidierte er für den Nationalrat, wurde aber nicht gewählt.  Im Jahr 2023 war er Grossratspräsident.

### Leben
Lukas Pfisterer lebt und arbeitet in Aarau. Er ist verheiratet und Familienvater. Zum Ausgleich betätigt er sich in seiner Freizeit als aktiver Radsportler.